# The Yankee Way
The Yankee Way (o Sink or Swim) è un film muto del 1917 diretto da Richard Stanton.

## Produzione
Il film fu prodotto dalla Fox Film Corporation.

## Distribuzione
Distribuito dalla Fox Film Corporation, il film uscì nelle sale cinematografiche statunitensi il 15 settembre 1917.